# Grad Stražberk
Grad Stražberk (nemško Strassberg) je stal v naselju Mali Cirnik pri Šentjanžu v občini Šentrupert.

## Zgodovina
Prva omemba gradu sega v leto 1169, ko je bil grad omenjen v listini krškega škofa Henrika I. Omemba gradu je v tej listini posredna, saj o obstoju gradu priča le podpis dveh prič, ki sta podpisani pod listino o menjavi dveh hub v vaseh Zgornji Ješovec in Oslešici. Priči sta krška ministeriala Engelschalcus et Purchardus castellani de Strazberc. Druga omemba gradu je prav tako posredna, izvira pa iz listine krškega škofa Ulrika I. z dne 3. novembra 1228. V tej listini, v kateri škof izroča svoj grad Lebek pri Vačah v zajem avstrijskemu vojvodi Bernardu, sta kot priči podpisana krška ministeriala Isenricus et frater Otto de Strasberch.
Grad je bil neposredno v listinah prvič omenjen leta 1254, ko je krški škof Ditrik II. svojemu ministerialu Nikolaju iz Lemberga pri Celju izročil štirideset hub in dosmrtno gradiščanstvo na polovici svojega gradu Stražberk. Nikolaj pa je v zameno za vse omenjeno moral vrniti cerkvena posestva v okolici Vitanja ter nuditi škofu varstvo pred dediči Otta Stražberškega. S svojimi pečati so listino kot priče podpisali tudi kastelani Gotschalcus, Wichardus in Sifridus castelani in Strazpurch. Grad je bil v 15. stol. opuščen.